# Randolph County (West Virginia)
Randolph County ist ein County im Bundesstaat West Virginia der Vereinigten Staaten. Der Verwaltungssitz (County Seat) ist Elkins. Das U.S. Census Bureau hat bei der Volkszählung 2020 eine Einwohnerzahl von 27.932 ermittelt.

## Geographie
Das County liegt im Nordosten von West Virginia, ist im Südosten etwa 10 km von der Grenze zu Virginia entfernt und hat eine Fläche von 2693 Quadratkilometern, wovon ein Quadratkilometer Wasserfläche ist. Es grenzt im Uhrzeigersinn an folgende Countys: Tucker County, Pendleton County, Pocahontas County, Webster County, Upshur County und Barbour County.

## Geschichte
Randolph County wurde am 16. Oktober 1786 aus Teilen des Harrison County gebildet. Benannt wurde es nach Edmund Randolph, einem US-amerikanischen Staatsanwalt, Gouverneur von Virginia, US-Außenminister und der erste US-Generalstaatsanwalt.

## Demografische Daten

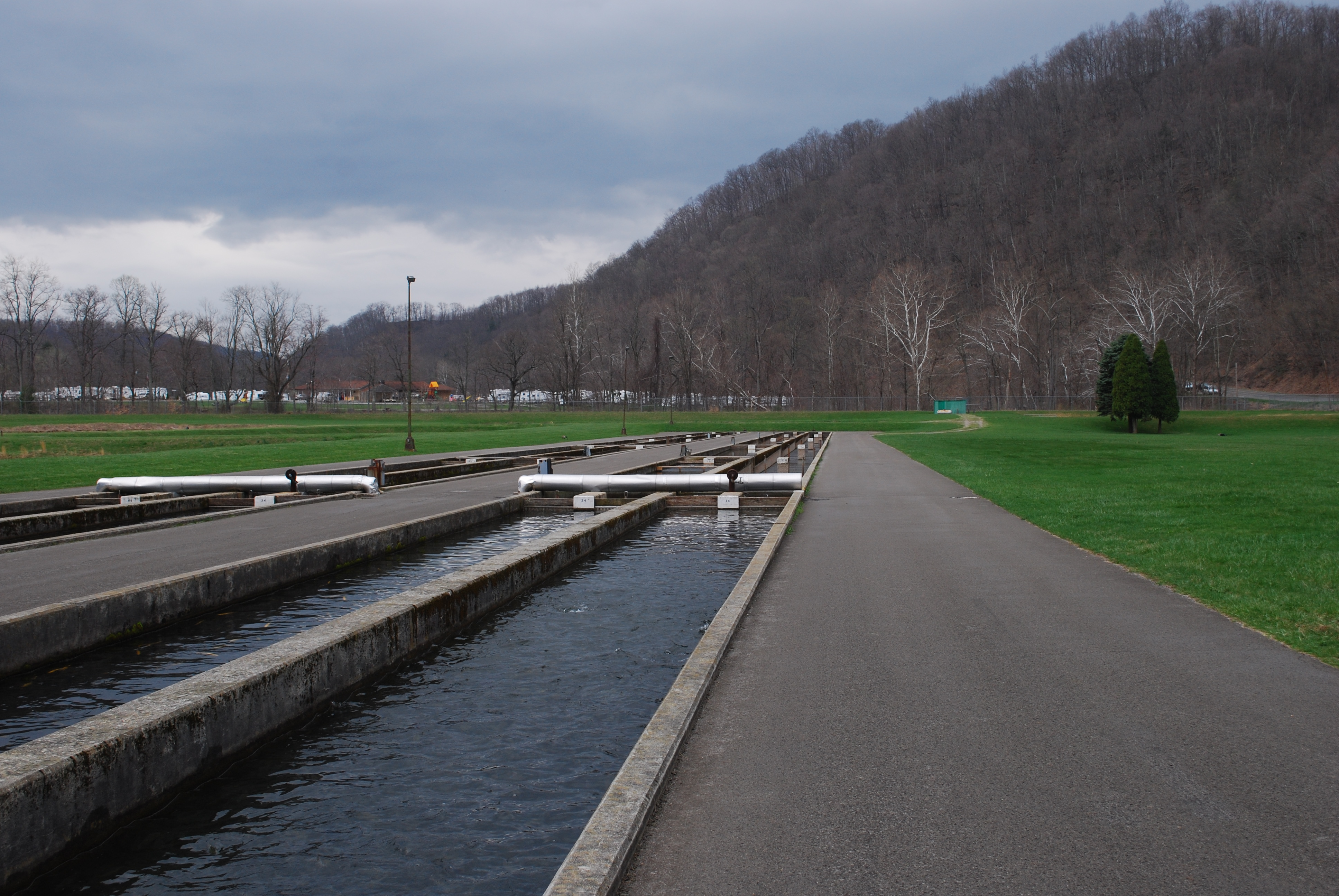
Bowden Fish Hatchery (Fischzucht)

Alterspyramide des Randolph County

Nach der Volkszählung im Jahr 2000 lebten im Randolph County 28.262 Menschen in 11.072 Haushalten und 7.661 Familien. Die Bevölkerungsdichte betrug 10 Einwohner pro Quadratkilometer. Ethnisch betrachtet setzte sich die Bevölkerung zusammen aus 97,69 Prozent Weißen, 1,07 Prozent Afroamerikanern, 0,16 Prozent amerikanischen Ureinwohnern, 0,38 Prozent Asiaten, 0,01 Prozent Bewohnern aus dem pazifischen Inselraum und 0,16 Prozent aus anderen ethnischen Gruppen; 0,53 Prozent stammten von zwei oder mehr Ethnien ab. 0,68 Prozent der Bevölkerung waren spanischer oder lateinamerikanischer Abstammung.
Von den 11.072 Haushalten hatten 29,8 Prozent Kinder und Jugendliche unter 18 Jahre, die bei ihnen lebten. 54,7 Prozent waren verheiratete, zusammenlebende Paare, 9,8 Prozent waren allein erziehende Mütter, 30,8 Prozent waren keine Familien, 26,3 Prozent waren Singlehaushalte und in 11,9 Prozent lebten Menschen im Alter von 65 Jahren oder darüber. Die Durchschnittshaushaltsgröße betrug 2,41 und die durchschnittliche Familiengröße lag bei 2,89 Personen.
Auf das gesamte County bezogen setzte sich die Bevölkerung zusammen aus 22,3 Prozent Einwohnern unter 18 Jahren, 8,7 Prozent zwischen 18 und 24 Jahren, 28,5 Prozent zwischen 25 und 44 Jahren, 25,4 Prozent zwischen 45 und 64 Jahren und 15,1 Prozent waren 65 Jahre alt oder darüber. Das Durchschnittsalter betrug 39 Jahre. Auf 100 weibliche Personen kamen 101,3 männliche Personen. Auf 100 Frauen im Alter von 18 Jahren oder darüber kamen statistisch 99,7 Männer.
Das jährliche Durchschnittseinkommen eines Haushalts betrug 27.299 USD, das Durchschnittseinkommen der Familien betrug 32.632 USD. Männer hatten ein Durchschnittseinkommen von 24.751 USD, Frauen 17.819 USD. Das Prokopfeinkommen betrug 14.918 USD. 13,4 Prozent der Familien und 18,0 Prozent der Bevölkerung lebten unterhalb der Armutsgrenze. Davon waren 24,3 Prozent Kinder oder Jugendliche unter 18 Jahre und 12,9 Prozent waren Menschen über 65 Jahre.